# 韋爾達爾
韋爾達爾（挪威語：Verdal）是挪威特倫德拉格郡的一個市镇。